# Cserealja
Cserealja románul: Huci, falu Romániában, Erdélyben, Kolozs megyében.

## Fekvése
Mezőőr mellett fekvő település.

## Története
Cserealja 1956-ban vált külön településsé 114 lakossal.
1966-ban 155, 1977-ben 108, 1992-ben 175, a 2002-es népszámláláskor 36 román lakosa volt.